# 相澤睦子
相澤 睦子（あいざわ むつこ、Mutsuko Aizawa）は、日本のマリンバ・打楽器奏者・作曲家。長らくドイツに活動の拠点を置いていたが、2016年からは日本を中心に活動している。

## 略歴

### 活動
6歳からマリンバと打楽器を始める。大阪音楽大学卒業。シュトゥットガルト国立音楽大学大学院退学。プラハの春音楽祭など数々の国際音楽祭、現代音楽祭や打楽器フェスティバルにソリストとして招待されている。
東欧で活動している打楽器奏者(プラハ芸術アカデミー打楽器科教授)、トーマス・オンドゥリュセック(Tomas Ondrusek)と1986年以来打楽器ドゥオを組みたびたびチェコに招かれている。また、ラジオ（ドイツのWDR, SWR2など）・テレビ（朝日放送『おはよう6』レギュラーなど）番組に出演。
ヴィンコ・グロボカール、ニコラウス・アーノルト・フーバー、ヨハネス・フリッチュ、アドリアーナ・ヘルツキー、イーヴォ・メデク、永田孝信、澤田博、乾堯作品などの世界初演をした。ドイツ文化庁主催の実験音楽シリーズ、電子音楽シリーズや立体音楽シリーズ、またGEDOK（女性芸術協会）主催で定期的にリサイタルを行っている。

### 招待演奏
- モラヴィアの秋－ブルノ国際音楽祭現代音楽演奏会（2000年10月5日、ブルノ）
- プラハの春国際音楽祭（2001年5月28日、プラハ）
- FORFEST2002現代音楽祭（2002年6月24日、クロムニェリーシュ）[13]

### 主要現代作品演奏
- イーヴォ・メデク Migrations
- イーヴォ・メデク Triax
- ロルフ・ゲールハール .Linear A
- ヨハネス・フリッチュ Litanei II
- ヨハネス・フリッチュ Kernspin
- ヤニス・クセナキス Psappha
- ペトラ・ポコルニー Tichá hudba pro vlahé letní noci

### 講習会講師
- 国際打楽器ワークショップ、チェコ・トルスティニツェ

## ディスコグラフィー
- バッハ（2006年）[14]
- クセナキス & イヴォ・メデック（2005年）[15]
- 世界初演（2009年）[16]

## 主要作品
- 6本マレットのための作品集